# Schlans
Schlans är en ort och tidigare kommun i regionen Surselva i kantonen Graubünden, Schweiz. Den ingår från 1 januari 2012 i kommunen Trun. 
Schlans är beläget på en sydsluttning ovanför floden Vorderrhein, 1153 meter över havet. Som mest hade Schlans omkring 200 invånare, det var under första halvan av 1900-talet, men därefter har folkmängden stadigt sjunkit. När kommunen upphörde 31 december 2011 hade den 71 invånare. 
Befolkningen har traditionellt varit uteslutande rätoromansktalande, men mot slutet av 1900-talet hade omkring 15% tyska som förstaspråk. Församlingen i Schlans, liksom i övriga Cadi-distriktet, är katolsk. Den första kyrkan på platsen är nämnd år 998, medan den nuvarande kyrkan byggdes 1671, och har Sankt Göran (rätoromanska: Sogn Gieri) som skyddshelgon.